# فهد بن خالد بن عبد الله بن محمد آل سعود
فهد بن خالد بن عبد الله بن محمد آل سعود، شخصية رياضية سعودية. هو الأمير فهد بن خالد بن عبد الله بن محمد بن عبد الرحمن بن فيصل بن تركي آل سعود (مواليد 1392هـ - 1971م) في العاصمة الرياض وسط السعودية.
كان يشغل منصب الرئيس لنادي الأهلي السعودي منذ سنة 2010 وكان قبل ذلك يعمل مشرفًا على النادي. في يوليو 2015 (رمضان 1436هـ) أعلن استقالته، ليعود في يونيو 2017 في منصب الرئيس، وفي نوفمبر من نفس السنة قدم استقالته رسميًا من رئاسة النادي الأهلي.
الأمير فهد بن خالد متزوج وأب لثلاث بنات وولد: سما، ديما، هيفاء، وسعود، وحصل مع النادي الأهلي على العديد من البطولات، كما عُرف عن فهد بن خالد شاعريته وله أكثر من تعاون مع عدد من الفنانيين أبرزهم خالد عبد الرحمن وطلال مداح.

## إسهاماته الرياضية
مع مجال الفريق الأول كرة القدم:
- الفوز ببطولة كاس خادم الحرمين الشريفين عبد الله عام 2011.[5]
- الفوز ببطولة كأس خادم الحرمين الشريفين عام 2012.
- الفوز بدوري الأمير فيصل بن فهد عام 2012.
- الفوز دوري الأمير فيصل بن فهد عام 2013.
- الفوز ببطولة كأس ولي العهد عام 2015.
- الفوز ببطولة كأس خادم الحرمين الشريفين عام 2016.[6]

## عائلته
- والدته الجوهرة الثانية بنت عبد المحسن بن عبد العزيز آل سعود.
- جده لأمه الأمير عبد المحسن بن عبد العزيز آل سعود (أمير منطقة المدينة المنورة).
- جدته لأمه الأميرة وضحى بنت حمود بن فيصل الرشيد.
- جده لأبيه الأمير عبد الله بن محمد آل سعود (أخ الملك فهد وأشقائه من الأم).
- جدته لأبيه الأميرة نورة بنت سعود بن عبد العزيز آل سعود.
- زوجته الأميرة سارة بنت عبد الرحمن بن أحمد بن عبد الرحمن آل سعود.

### أعمامه
- الأمير محمد بن عبد الله بن محمد. متزوج من الأميرة مشاعل بنت خالد بن عبد العزيز آل سعود.
- الأمير تركي بن عبد الله بن محمد. كان متزوج من الأميرة لطيفة بنت فهد بن عبد العزيز آل سعود وله من الأبناء الأمير فيصل (متزوج من الأميرة سارة بنت مشعل بن عبد العزيز آل سعود) و الامير سلطان بن تركي بن عبدالله و الامير محمد بن تركي بن عبدالله و عبدالله بن تركي بن عبد الله
- الأمير فيصل بن عبد الله بن محمد (متوفى). متزوج من الأميرة جواهر بنت سلطان بن عبد العزيز آل سعود.
- الأمير الفريق البحري الركن متقاعد فهد بن عبد الله بن محمد. متزوج من الأميرة فهدة بنت بندر بن محمد بن عبد الرحمن آل سعود.
- الأمير الشاعر سعود بن عبد الله بن محمد. متزوج من الأميرة نوف بنت سلطان بن سعود بن عبد الله بن سعود آل سعود.

### عماته
- الأميرة العنود بنت عبد الله بن محمد. متزوجة من الأمير خالد الفيصل بن عبد العزيز آل سعود.
- الأميرة منيرة بنت عبد الله بن محمد. متزوجة من الأمير خالد بن فهد بن خالد بن محمد بن عبد الرحمن آل سعود.
- الأميرة حصة بنت عبد الله بن محمد.
- الأميرة موضي بنت عبد الله بن محمد. متزوجة من الأمير منصور بن محمد بن سعد الثاني بن عبد الرحمن آل سعود.

### إخوته
- الأميرة العنود بنت خالد بن عبد الله بن محمد. متزوجة من الأمير خالد بن سعود بن خالد بن محمد آل سعود .
- الأميرة غادة بنت خالد بن عبد الله بن محمد. متزوجة من الأمير مشعل بن بدر بن سعود بن عبد العزيز آل سعود ولها من الأبناء الأمير متعب (متزوج من الأميرة نوف بنت خالد بن بندر بن عبد العزيز آل سعود)[7]، الأمير عبد العزيز، الأمير عبد الله، الأميرة بنية، والأمير محمد.
- الأمير تركي بن خالد بن عبد الله بن محمد (لواء طيار ركن بالقوات الجوية الملكية السعودية).[8] متزوج من الأميرة ريم بنت عبدالرحمن بن عبد الله الفيصل آل سعود وله الأميرة لولوة متزوجة من الأمير محمد بن تركي بن خالد بن فيصل بن سعد الاول ، الأميرة نوف ، الأميرة لين ، الأميرة منيرة.
- الأمير الشاعر محمد بن خالد بن عبد الله بن محمد (متوفى؛ في حادث سير 1424هـ) كان متزوج من الأميرة لمى بنت بدر بن عبد المحسن بن عبد العزيز آل سعود وله من الأبناء الأمير خالد، الأميرة هيا، والأمير عبد الله.
- الأمير سعود بن خالد بن عبد الله بن محمد. متزوج من الاميره منيره بنت مساعد بن عبدالعزيز ال سعود وله من الابناء الامير سلطان ،الاميره الجوهره،الامير فيصل،الامير محمد،الامير عبدالعزيز
- الأمير عبد الله بن خالد بن عبد الله بن محمد (مساعد رئيس الهيئة العليا لتطوير منطقة حائل، رئيس اللجنة التنفيذية). متزوج من الأميرة نورة بنت منصور بن متعب بن عبد العزيز آل سعود وله من الأبناء الأميرة ريما، الأمير محمد، والأمير عبد العزيز.
- الأميرة منيرة بنت خالد بن عبد الله بن محمد. متزوجة من الأمير فيصل بن تركي الثاني بن عبد العزيز آل سعود ولها من الأبناء الأمير فهد، والأمير نايف.
- الأميرة مضاوي بنت خالد بن عبد الله بن محمد. كانت متزوجة من الأمير فيصل بن خالد بن سلطان بن عبد العزيز آل سعود ولها من البنات الأميرة ديم (متزوجة من الأمير خالد بن متعب بن عبدالله بن عبدالعزيز آل سعود).[9]
- الأميرة نورة بنت خالد بن عبد الله بن محمد متزوجة من الأمير خالد بن بندر بن مساعد بن عبدالعزيز.[10]
- الأميرة مشاعل بنت خالد بن عبد الله بن محمد. متزوجة من الأمير محمد بن منصور بن متعب بن عبد العزيز آل سعود ولها من الأبناء الأمير منصور، الأمير خالد، والأميرة نورة.
- الأميرة نوف بنت خالد بن عبد الله بن محمد. كانت متزوجة من الأمير محمد بن مشعل بن محمد بن سعود بن عبد العزيز آل سعود.[11]
- الأمير سلطان بن خالد بن عبد الله بن محمد.